# Hololepta paropsis
Hololepta paropsis är en skalbaggsart som beskrevs av Lewis 1898. Hololepta paropsis ingår i släktet Hololepta och familjen stumpbaggar. Inga underarter finns listade i Catalogue of Life.